# OPOYAZ
L'OPOYAZ (en russe : OПOЯЗ, acronyme d' Общество изучения Поэтического Языка (Óbchestvo izutcheniya poetítcheskovo iazyká), littéralement « Société pour l'étude du Langage Poétique ») est la branche pétersbourgeoise des formalistes russes.
Fondée en 1916 autour de Victor Chklovski et Boris Eichenbaum, l'Opoyaz est composée d'étudiants en linguistique mais aussi de poètes futuristes. Ensemble, ils fondent une théorie de critique littéraire reposant sur la forme littéraire et linguistique.
Elle fut dissoute sous pression politique de la part du nouveau pouvoir soviétique.

## Membres réputés
- Victor Chklovski
- Boris Eichenbaum
- Iouri Tynianov
- Ossip Brik
- Lydia Ginzburg
- Adrian Piotrovski
- Roman Jakobson
- Evgueni Polivanov
- Viktor Jirmounsky
- Lev Chtcherba
- Boris Kazansky...